# De Dietrich
De Dietrich (произносится «Де Ди́триш») — французская группа компаний, под торговой маркой которой реализуется производство нескольких видов оборудования: крупная бытовая техника, оборудование для фармацевтической и химической промышленности, а также отопительные системы. Головные офисы подразделений находятся во Франции.

## История компании

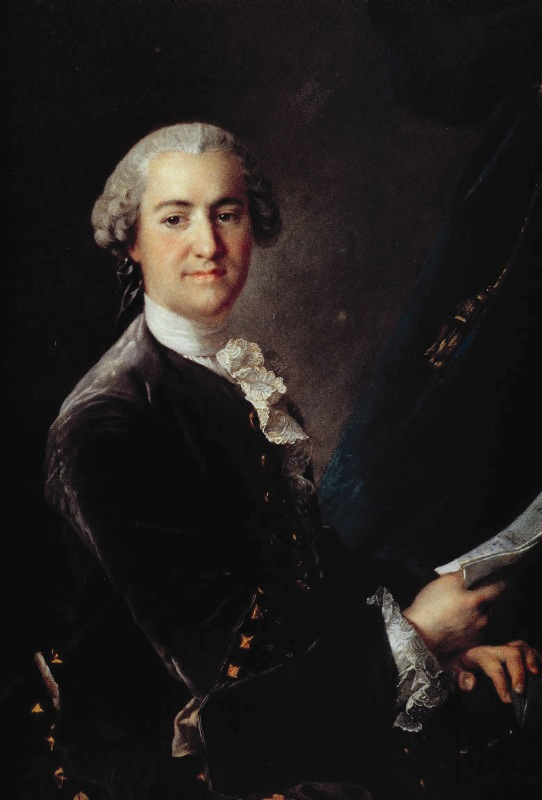
Основатель компании — Жан Де Дитриш

Основателем предприятия является наследник состоятельной семьи коммерсантов с востока Франции Жан Дитриш (Jean Dietrich), который инвестирует деньги в создание кузницы для производства изделий из железа и стали. В 1684 году Жан Дитриш приобретает первую кузницу в деревне Ягерталь (Франция). Он преуспевает в этом предприятии, за что, уже после своей смерти, в 1761 году получает прозвище «Король Железа».
В 1761 году внук отца-основателя, Жан Дитриш, получает дворянский титул из рук французского короля Людовика XV. После этого к фамилии Дитриш прибавляется частица, обозначающая принадлежность к дворянскому роду «de» («де»). Жан Де Дитриш становится самым успешным землевладельцем Эльзаса и самым богатым в северо-восточном регионе Франции. В 1778 году Людовик XVI предоставляет Жану Де Дитришу марку в виде охотничьего горна для защиты продукции от подделок. Этот символ до сих пор является логотипом бренда и гарантией качества группы De Dietrich. В 1790 году Де Дитриш назначен мэром города Страсбург. 26 апреля 1792 года на площади Броль впервые звучит заказанный Де Дитриш семейный гимн — Марсельеза — позже ставший государственным гимном Франции. На протяжении всего XVIII века De Dietrich является официальным поставщиком ядер и ядерных пушек для французского королевского двора.
De Dietrich начинает индустриальную эру крупным производством чугуна и железа, преобразовывая кузницы в металлургические и механические цеха. Область сферы деятельности компании расширяется: она стала включать в себя производство различных механических конструкций и железных дорог.
Новая ступень развития в истории предприятия начинается благодаря Амели де Дитриш (Amelie de Dietrich). Возглавив растущую компанию в 1806 году, Амели определяет главным направлением в производстве дизайн продукции. Предприятие начинает производить оборудование для железнодорожного транспорта, а также декорирующие аксессуары из стали и эмалированного железа.
В XIX веке компания продолжает развиваться и к концу столетия ещё один представитель династии — Эжен Де Дитриш — намечает дополнительное направление в развитии производства — автомобилестроение. В 1896 году Эжен знакомится с семейством знаменитых изобретателей XIX века — Боле (Bolle). В числе их изобретений были несколько моделей автомобилей с очень мощными по тем временам двигателями. De Dietrich начинает заниматься производством автомобилей по лицензии Амадея Болле. Летом 1897 года на заводе в Люневиле был изготовлен автомобиль De Dietrich-Bolle.
В 1899 году компания налаживает собственное производство и начинает выпуск одного мотора в день. Четыре автомобиля производства De Dietrich принимали участие в первой крупной международной гонке Париж — Амстердам и показали неплохие скоростные результаты. Этот успех делает хорошую репутацию автомобилям De Dietrich-Bollee по всей Европе. Но так как автомобилестроение развивалось стремительно быстро в конце XIX века, то технические характеристики автомобилей De Dietrich-Bollee начали быстро уступать конкурирующим фирмам. Эжен де Дитриш начинает искать новых конструкторов.

### XX век

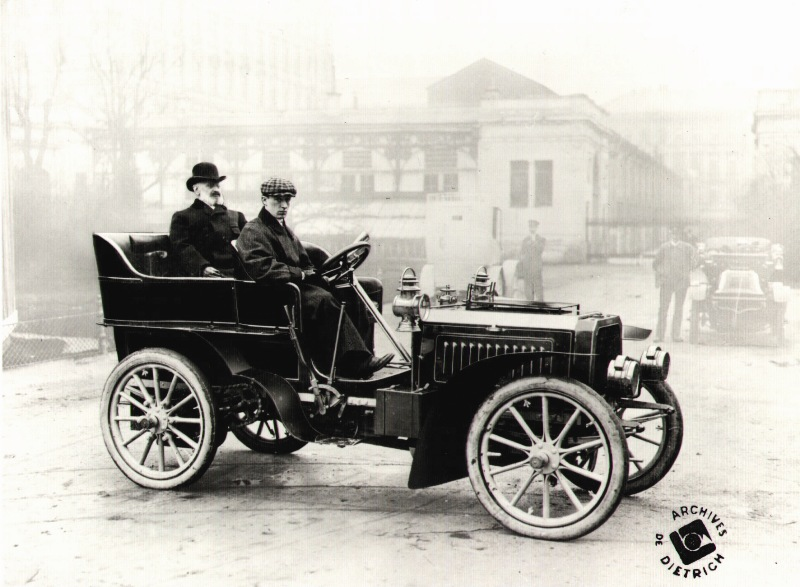
Машина De Dietrich Bugatti

Осенью 1901 года на Международной автомобильной выставке в Милане Эжен де Дитриш знакомится с молодым инженером Этторе Бугатти (Ettore Arco Isidoro Bugatti), работавшим на фабрике трехколесных велосипедов Stucchi. На выставке Бугатти представил свой собственный автомобиль с четырёхцилиндровым двигателем. Эжен де Дитриш предлагает перспективному конструктору контракт и возможность использовать все производственные мощности для создания автомобилей. Бугатти с энтузиазмом принимает предложение и начинает работу в одном из заводов De Dietrich в Райсхоффене. Уже тогда двигатели Бугатти объединили в себе достоинства, которые впоследствии сделают его одним из самых известных автомобильных конструкторов в Европе.
18 октября 1903 года автомобиль De Dietrich Bugatti выигрывает гонку в Берлине. Но излишняя увлеченность Этторе Бугатти постоянным техническим совершенствованием не позволяла пустить модели автомобилей на поточное производство. За несколько лет сотрудничества с De Dietrich был изготовлен автомобиль, предназначавшийся Николаю II, но ни одна из моделей так и не поступила в серийное производство. Эжен начинает терять терпение. Через шесть лет инвестиционной работы компания отказывается от производства автомобилей и сосредотачивает внимание на производстве машиностроительного оборудования, оборудования для железных дорог, аппаратов для зарождающейся химической промышленности, отопительных приборов для индивидуального и центрального отопления, а также оборудования для кухни. Уже в 1910 De Dietrich выпускает первую плиту на дровах и угле «Mertzwiller», это положило начало производству бытовых приборов французской марки.
Во второй половине XX века De Dietrich стремительно развивает все направления производства.
Бытовая техника становится одним из главных направлений деятельности. В разные годы разрабатываются различные приборы: в 1950 году — первое поворотное приспособление для жарки кофе; в 1956 году — первая газовая плита; в 1977 году — первая электронная кухня; в 1980 году — первая индукционная панель для приготовления пищи в домашних условиях; в 1982 году — первый многофункциональный духовой шкаф с пиролитической очисткой; в 1985 году — первая стеклокерамическая варочная панель со встроенной панелью управления; в 1992 году — первая на рынке стеклокерамическая поверхность с сенсорным управлением. В 1996 De Dietrich покупает OERTLI, завод по производству горелок. 1999 De Dietrich покупает Schaefer Interdomo, производителя конденсационных и стальных котлов.

### XXI век

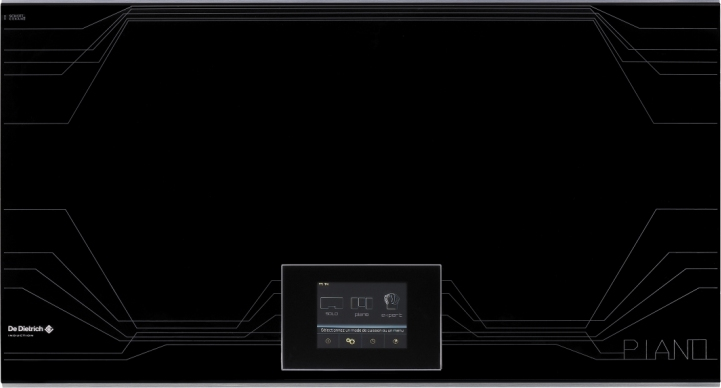
Индукционная варочная панель Le Piano

В 2000 году компания патентует функции Eolyse и Pyroclean для бытовых приборов. Начинает выпуск духовых шкафов с сенсорным управлением. В 2005 для духовых приборов изобретается программа Профессионального Низкотемпературного Приготовления.
В 2005 году два продукта подразделения De Dietrich Thermique (чугунный котел и газовый котел) получают премию французского института дизайна Janus.
В 2007 году De Dietrich выпускает неограниченную конфорку Continuum, с самой большой зоной для приготовления пищи на рынке бытовой техники и уникального духового Шкафа Matrics с цветным матричным дисплеем.
Посудомоечная машина Quattro удостаивается «Премии за инновацию 2007 года». В этом же году компания удостаивается премии французского института дизайна Janus за духовой шкаф Matrics, индукционную поверхность Infinity, вытяжку с интеллектуальной системой управления ICS.
В 2010 году индукционная варочная панель Le Piano удостаивается премии французского института дизайна Janus за комплексное проектирование. 6 ноября 2013 года французская дочерняя компания Fagor-Brandt, объявляет о подаче заявки на банкротство. В 2014 году группа Fagor-Brandt покупается алжирским конгломератом Cevital.
В 2017 году De Dietrich запускает полностью новую инновационную линейку бытовой техники.

## Защита окружающей среды
De Dietrich выделяет ресурсы на защиту окружающей среды (сохранение сырья, воды и электричества). Кроме сертификатов ISO 9001 и ISO14001 заводы во Франции работают под директивой RoHS (Restriction of Hazardous Substances Directive), которая ограничивает использование шести опасных материалов в производстве разных типов электронного и электрического оборудования. Компоненты бытовой техники De Dietrich превосходят европейские стандарты по вторичной переработке сырья, а сами приборы производятся на современном оборудовании во Франции, у которой самые низкие показатели выброса диоксида углерода в мире.
Как часть общих усилий по устранению факторов, способствующих глобальному мировому потеплению, компания De Dietrich минимизирует выброс углерода в атмосферу, стремясь предлагать миру эффективную технику для дома с разумным использованием природных ресурсов.

## Структура
Производство крупной бытовой техники под маркой De Dietrich принадлежит компании Fagor Group. Сегодня бренд представлен более чем в 20 странах мира, Fagor Group владеет 19 фабриками, находящимися в 6 странах мира (среди них Франция, Италия, Испания, Польша). Техника De Dietrich производится на французских заводах в городе Орлеан, Вендом, Айзенай, Ля Рош, а также в Испании (Мондрагон) и Италии (Виролануова).
Компания De Dietrich производит следующие виды бытовой техники:
- встраиваемая техника: духовые шкафы, варочные панели, микроволновые печи, пароварки, вытяжки, посудомоечные машины, холодильники;
- отдельностоящая техника: стиральные и сушильные машины, посудомоечные машины, холодильники

De Dietrich Process System реализует производство оборудования для проведения химических реакций, процессов смешивания и теплопереноса, сушки и фильтрации, концентрирование неорганических кислот и очистка и разделение растворителей. Кроме того производит установки для синтеза, отвечающих высочайшим стандартам производства химикатов, в частности, cGMP и FDA.
Группа компаний De Dietrich Termique занимается производством систем отопления, твердотопливных котлов, низкотемпературных котлов на жидком топливе и газе, и конденсационных котлов. В Республике Беларусь с 2009 года открылся официальный дистрибьютор (партнер) компании De Dietrich Termique. В этом же году De Dietrich-Remeha начал входить в состав холдинга BDR Thermea- ведущего мирового производителя и поставщика инновационных систем отопления и горячего водоснабжения. De Dietrich-Remeha выпускает 300 000 котлов в год.